# 傅感丁
傅感丁（？—？），字雨臣，號約齋，浙江钱塘人。清初官员，同進士出身。

## 生平
順治九年（1652年），登壬辰科進士，官至副都御史，有《舒啸轩集》。